# (2486) Metsähovi
(2486) Metsähovi est un astéroïde de la ceinture principale.

## Description
(2486) Metsähovi est un astéroïde de la ceinture principale. Il fut découvert le 22 mars 1939 à Turku par Yrjö Väisälä. Il présente une orbite caractérisée par un demi-grand axe de 2,27 UA, une excentricité de 0,08 et une inclinaison de 8,4° par rapport à l'écliptique.

## Satellite
Une lune gravitant autour de Metsähovi a été découverte en 2006 d'après des observations de courbes de lumière et a été annoncée en 2007.

## Compléments